# MadEdit
MadEdit – wielosystemowy edytor tekstowy ze wsparciem kodowania znaków, wyrażeniami regularnymi używanymi w wyszukiwaniu, podświetlaniem składni, edytowaniem wielu plików oraz innymi funkcjami.
Lista funkcji edytora:
- Może być uruchomiony w Linuksie i na platformie Win32
- Edytowanie plików w trybie tekstowym, kolumnowym oraz heksadecymalnym
- W trybie heksadecymalnym ma możliwość otwierania pików o wielkości do 32GB
- Użytkownik ma możliwość zmiany kodowania plików w trakcie edytowania
- Edytor obsługuje wiele sposobów kodowania znaków np. Unicode (UTF-8, UTF-16/32 zapisywane jako Big Endian oraz Little Endian), Big5, GBL oraz S-JIS itp.
- Obsługuje także Unicode CJK Ext-B
- Konwersja znaków. Jeśli użytkowników wprowadzi znak nie obsługiwany przez dane kodowanie zostanie on zamieniony na znak w kodowaniu U+XXXX.
- Przy wyszukiwaniu i zamianie można używać wyrażeń regularnych
- Otwieranie wielu plików w jednym programie
- Podświetlanie składni dla wielu popularnych języków programowania np. awk, skrypty systemu MS-DOS, C/C++, diff/patch, HTML, Java, JavaScript, JSP, Pascal, PHP, Perl, Python, Ruby, skryptów powłoki UNIX-a, Asemblera x86
- Edytor umożliwia obejrzenie ASCII-Art na platformie Win32